# Moise Kean
Pour les articles homonymes, voir Kean.
Moise Kean, né le 28 février 2000 à Verceil (Piémont), est un footballeur international italien qui évolue au poste d'avant-centre à l'ACF Fiorentina.

## Carrière

### Jeunesse et formation
Moise Bioty Kean naît à Verceil dans le Piémont italien, dans une famille chrétienne originaire de Côte d'Ivoire. La famille déménage à Asti quand il a sept ans.
Il joue successivement à l'AC Asti et au Torino avant de rejoindre la Juventus FC en 2010.
Lors de la saison 2015-2016, il inscrit vingt-quatre buts en vingt-cinq matchs de championnat avec l'équipe des moins de 17 ans de la Juve. Il continue sur le même rythme en 2016-2017 en inscrivant cinq buts en cinq matchs avec les moins de 19 ans. Des émissaires d'Arsenal, du Paris Saint-Germain et de Manchester United se déplacent alors pour le superviser.

### En Club

#### Juventus FC (2016-2017)
Le 19 novembre 2016, Moise Kean débute en professionnel avec la Juventus FC lors d'un match contre Pescara en entrant en jeu à la 84e minute. Il devient ainsi le premier joueur né dans les années 2000 à évoluer en Serie A et le plus jeune joueur à jouer pour la Juventus FC.
Quelques jours plus tard, il joue de nouveau lors d'un déplacement à Séville face au Séville FC et devient le premier joueur né en 2000 à jouer en Ligue des champions. Il est cinquième dans le classement des joueurs les plus jeunes à jouer en C1.
Le 27 mai 2017, Moise Kean inscrit son premier but sous le maillot de la Juve lors de la dernière journée de Serie A contre Bologne, son but permettant aux Bianconeri de l'emporter 1-2 dans le temps additionnel. Le jeune attaquant devient par ailleurs le premier joueur né en 2000 à inscrire un but dans un championnat du top cinq européen.

#### Prêt au Hellas Vérone (2017-2018)
Le 31 août 2017, Moise Kean est prêté pour une saison au Hellas Vérone FC. Le 10 septembre suivant, il dispute sa première rencontre avec le club véronais en Serie A contre l'ACF Fiorentina (défaite 0-5). Le 1er octobre 2017, Moise Kean inscrit son premier but avec le Hellas Vérone FC face au Torino FC (2-2). Lors du match contre l'ACF Fiorentina qui a lieu le 28 janvier 2018, Moise Kean réalise son premier doublé en tant que joueur professionnel. Il inscrit quatre buts en vingt matchs toutes compétitions confondues avec le club de Vérone avant de réintégrer l'effectif de la Juventus FC à l'issue de la saison.

#### Retour à la Juventus (2018-2019)
Le 8 mars 2019, Moise Kean inscrit son premier doublé sous le maillot de la Juventus FC lors d'un match de championnat contre l'Udinese Calcio (4-1). Il marque six buts en treize matchs de championnat au cours de la saison 2018-2019.

#### Everton FC (2019-2020)
Le 4 août 2019, l'attaquant italien s'engage pour cinq saisons avec l'Everton FC. Le transfert (bonus compris), est estimé à 30 millions d'euros,. Six jours plus tard, il prend part à sa première rencontre sous le maillot des Toffees en entrant à la 69e minute de jeu à la place de Dominic Calvert-Lewin contre Crystal Palace (0-0).
En octobre 2019, Moise Kean fait partie des dix joueurs nommés pour le Trophée Kopa, récompense attribuée au meilleur joueur de moins de 21 ans de l'année. Il est classé huitième à l'issue des votes.
Le 21 janvier 2020, Moise Kean inscrit son premier but avec Everton à l'occasion de la réception de Newcastle United en championnat (2-2).

#### Prêt au Paris Saint-Germain (2020-2021)
Le 4 octobre 2020, en manque de temps de jeu à Everton, Moise Kean est prêté pour une saison au Paris Saint-Germain, sans option d'achat. Le 24 octobre, il inscrit ses deux premiers buts avec le club parisien contre le Dijon FCO en Ligue 1 (4-0). Lors du match suivant, le 28 octobre 2020, il marque un nouveau doublé, cette fois en Ligue des champions contre Istanbul Başakşehir (2-0).
Le 16 février 2021, Moise Kean affronte le FC Barcelone avec le Paris Saint-Germain, il marque le but du 1-3 à la 70e minute du match. Son équipe l'emporte 1-4 au match aller des 8es de finale de Ligue des champions.
Kean inscrit dix-sept buts en quarante-et-un matchs toutes compétitions confondues sous le maillot du PSG avant de réintégrer l'effectif d'Everton à l'issue de la saison.

#### Prêt et retour à la Juventus (2021-2024)
De retour à Everton à l'issue de la saison 2020-2021, Kean participe à deux matchs à la fin du mois d'août 2021.
Le 31 août 2021, il est prêté pour deux ans avec une option d'achat obligatoire à la Juventus. Il fait son retour le 11 septembre 2021, en entrant en jeu contre le SSC Naples (défaite 2-1 de la Juventus). 
En 2023, il quitte Everton et rejoint définitivement la Juventus pour 28 millions d'euros. Il fait une saison décevante en ne marquant aucun but et en étant régulièrement blessé,.

#### Fiorentina (2024-)
À l'été 2024, il est transféré pour 13 millions d'euros à la Fiorientina. 

### En sélection nationale
Moise Kean fait ses débuts internationaux avec l'équipe d'Italie des moins de 15 ans en 2015 en inscrivant deux buts en six rencontres. Il déclare en 2016 vouloir jouer pour l'équipe d'Italie. Il porte les couleurs de l'équipe d'Italie des moins de 19 ans dès 2017, puis des moins de 20 ans l'année suivante.
Le 11 octobre 2018, Moise Kean porte le maillot de l'équipe d'Italie espoirs pour la première fois lors d'une rencontre contre la Belgique (défaite 0-1). Alors qu'il est de nouveau sélectionné avec les espoirs italiens, Moise Kean est convoqué par le sélectionneur italien Roberto Mancini en équipe d'Italie le 17 novembre 2018. Trois jours plus tard, il honore sa première sélection avec la Nazionale en entrant en cours de jeu contre les États-Unis (victoire 1-0). Âgé de dix-huit ans, il devient alors le premier joueur né en 2000 à porter le maillot de la sélection italienne.
Le 23 mars 2019, Moise Kean inscrit son premier but en sélection à l'occasion d'un match comptant pour les éliminatoires de l'Euro 2020 face à la Finlande (2-0).

## Statistiques
| Saison                | Club                       | Championnat           | Championnat | Championnat | Championnat | Coupe nationale | Coupe nationale | Coupe nationale | Coupe de la Ligue | Coupe de la Ligue | Coupe de la Ligue | Supercoupe | Supercoupe | Supercoupe | Compétition(s) continentale(s) | Compétition(s) continentale(s) | Compétition(s) continentale(s) | Compétition(s) continentale(s) | Italie | Italie | Italie | Total | Total | Total |
| Saison                | Club                       | Division              | M.          | B.          | P.d.        | M.              | B.              | P.d.            | M.                | B.                | P.d.              | M.         | B.         | P.d.       | Comp.                          | M.                             | B.                             | P.d.                           | M.     | B.     | P.d.   | M.    | B.    | P.d.  |
| 2016-2017             | Juventus FC                | Serie A               | 3           | 1           | 0           | -               | -               | -               | -                 | -                 | -                 | -          | -          | -          | C1                             | 1                              | 0                              | 0                              | -      | -      | -      | 4     | 1     | 0     |
| 2018-2019             | Juventus FC                | Serie A               | 13          | 6           | 0           | 1               | 1               | 0               | -                 | -                 | -                 | -          | -          | -          | C1                             | 3                              | 0                              | 0                              | 3      | 2      | 0      | 20    | 9     | 0     |
| Sous-total            | Sous-total                 | Sous-total            | 16          | 7           | 0           | 1               | 1               | 0               | -                 | -                 | -                 | -          | -          | -          | -                              | 4                              | 0                              | 0                              | 3      | 2      | 0      | 24    | 10    | 0     |
| 2017-2018             | Hellas Vérone (prêt)       | Serie A               | 19          | 4           | 0           | 1               | 0               | 0               | -                 | -                 | -                 | -          | -          | -          | -                              | -                              | -                              | -                              | -      | -      | -      | 20    | 4     | 0     |
| 2019-2020             | Everton FC                 | Premier League        | 29          | 2           | 2           | 1               | 0               | 0               | 3                 | 0                 | 0                 | -          | -          | -          | -                              | -                              | -                              | -                              | -      | -      | -      | 33    | 2     | 2     |
| 2020-2021             | Everton FC                 | Premier League        | 2           | 0           | 0           | -               | -               | -               | 2                 | 2                 | 0                 | -          | -          | -          | -                              | -                              | -                              | -                              | -      | -      | -      | 4     | 2     | 0     |
| 2021-2022             | Everton FC                 | Premier League        | 1           | 0           | 0           | -               | -               | -               | 1                 | 0                 | 0                 | -          | -          | -          | -                              | -                              | -                              | -                              | -      | -      | -      | 2     | 0     | 0     |
| Sous-total            | Sous-total                 | Sous-total            | 32          | 2           | 2           | 1               | 0               | 0               | 6                 | 2                 | 0                 | -          | -          | -          | -                              | -                              | -                              | -                              | -      | -      | -      | 39    | 4     | 2     |
| 2020-2021             | Paris Saint-Germain (prêt) | Ligue 1               | 26          | 13          | 0           | 5               | 1               | 0               | -                 | -                 | -                 | 1          | 0          | 0          | C1                             | 9                              | 3                              | 1                              | 6      | 0      | 0      | 47    | 17    | 1     |
| 2021-2022             | Juventus FC (prêt)         | Serie A               | 32          | 5           | 2           | 3               | 0               | 0               | -                 | -                 | -                 | 1          | 0          | 0          | C1                             | 6                              | 1                              | 0                              | 3      | 2      | 0      | 45    | 8     | 2     |
| 2022-2023             | Juventus FC (prêt)         | Serie A               | 28          | 6           | 0           | 2               | 1               | 0               | -                 | -                 | -                 | -          | -          | -          | C1+C3                          | 5+5                            | 0+0                            | 0+0                            | -      | -      | -      | 40    | 7     | 0     |
| 2023-2024             | Juventus FC                | Serie A               | 19          | 0           | 0           | 1               | 0               | 0               | -                 | -                 | -                 | -          | -          | -          | -                              | -                              | -                              | -                              | 3      | 0      | 1      | 23    | 0     | 1     |
| Sous-total            | Sous-total                 | Sous-total            | 78          | 11          | 2           | 6               | 1               | 0               | -                 | -                 | -                 | 1          | 0          | 0          | -                              | 16                             | 1                              | 0                              | 6      | 2      | 1      | 107   | 15    | 3     |
| 2024-2025             | AC Fiorentina              | Serie A               | 32          | 19          | 3           | 1               | 1               | 0               | -                 | -                 | -                 | -          | -          | -          | C4                             | 11                             | 5                              | 0                              | 6      | 3      | 0      | 50    | 28    | 3     |
| Total sur la carrière | Total sur la carrière      | Total sur la carrière | 199         | 47          | 7           | 15              | 4               | 0               | 6                 | 2                 | 0                 | 2          | 0          | 0          | -                              | 40                             | 7                              | 1                              | 21     | 7      | 1      | 283   | 67    | 9     |

### En sélection
| Saison                | Sélection             | Phases finales        | Phases finales | Phases finales | Phases finales | Éliminatoires | Éliminatoires | Éliminatoires | Matchs amicaux | Matchs amicaux | Matchs amicaux | Total | Total | Total |
| Saison                | Sélection             | Compétition           | M              | B              | Pd             | M             | B             | Pd            | M              | B              | Pd             | M     | B     | Pd    |
| --------------------- | --------------------- | --------------------- | -------------- | -------------- | -------------- | ------------- | ------------- | ------------- | -------------- | -------------- | -------------- | ----- | ----- | ----- |
| 2018-2019             | Italie                | -                     | -              | -              | -              | 2             | 2             | 0             | 1              | 0              | 0              | 3     | 2     | 0     |
| 2019-2020             | Italie                | Euro 2020             | -              | -              | -              | -             | -             | -             | -              | -              | -              | 0     | 0     | 0     |
| 2020-2021             | Italie                | Ligue des nations     | 4              | 0              | 0              | -             | -             | -             | 2              | 0              | 0              | 6     | 0     | 0     |
| 2021-2022             | Italie                | Ligue des nations     | 2              | -              | -              | 1             | 2             | 0             | 0              | 0              | 0              | 3     | 2     | 0     |
| 2022-2023             | Italie                | -                     | -              | -              | -              | -             | -             | -             | -              | -              | -              | 0     | 0     | 0     |
| 2023-2024             | Italie                | -                     | -              | -              | -              | 3             | 0             | 1             | -              | -              | -              | 3     | 0     | 1     |
| Total sur la carrière | Total sur la carrière | Total sur la carrière | 6              | 0              | 0              | 5             | 4             | 1             | 4              | 0              | 0              | 15    | 4     | 1     |

## Palmarès

### En club
- Juventus FC
  - Champion d'Italie en 2017 et 2019.
  - Coupe d'Italie en 2024
- Paris Saint-Germain
  - Vainqueur de la Coupe de France en 2021
  - Vainqueur du Trophée des champions en 2020
  - Vice-champion de France en 2021.

### En sélection nationale
- Italie -19 ans
  - Finaliste du Championnat d'Europe en 2018